# 北京射撃館
北京射撃館（ペキンしゃげきかん）は中華人民共和国北京市石景山区に位置するスポーツ施設。収容人数は約9000人。
2007年7月に完成し、五輪会場として最も早く完成した。2008年4月には好運北京（ISSFワールドカップ第2戦）が、北京オリンピックでは射撃競技の会場として使用された。
大会終了後は射撃競技の普及の場として利用されるほか、フィットネスや買い物、レジャー、レクリエーションの場となるほか、国防教育の拠点、またオリンピック精神を広める射撃運動博物館としても開放される。